# طواف تايوان 2016
طواف تايوان 2016 (بالإنجليزية: Tour de Taiwan 2016 )‏ هو سباق دراجات هوائية، وهو الموسم رقم 14 من السباق، وأقيم خلال الفترة 6 مارس 2016، وحتى 10 مارس 2016، وامتدّ لمسافة 631.9 كيلومتر، وهو أحد سباقات طواف تايوان، وقد شارك في السباق 99 متسابقاً ووصل إلى نهايته 86 متسابقاً.
فاز فيه بالمركز الأول Robbie Hucker ‏، وبالمركز الثاني فرانسيسكو مانسبو، وبالمركز الثالث بين أوكونور، والفريق الفائز في ترتيب الفرق Avanti IsoWhey Sports 2016.

## الفرق
| فرق قارية محترفة (3)- دراباك 2016 ‏ - نيبو-فيني فانتيني-يوربا أوفيني ‏ - UnitedHealthcare Pro Cycling (men's team) ‏ فرق قارية (15)- Bennelong SwissWellness Cycling Team p/b Cervelo ‏ - Team Metalced ‏ - Giant Cycling Team ‏ - أدفاريكس هرينكو سيلينج 2016 ‏ - Team Illuminate (men's team) ‏ - JLT–Condor ‏ - باركهوتل فالكنبورغ 2016 ‏ - Pishgaman Cycling Team ‏ - RTS–Monton Racing Team ‏ - Skydive Dubai–Al Ahli Pro Cycling Team ‏ - Tabriz Shahrdari Team ‏ - Team Tre Berg–PostNord ‏ - JCL Team Ukyo ‏ - Utsunomiya Blitzen ‏ - فينو أستانا موتورز ‏ فرق وطنية (2)- فريق هونغ كونغ لركوب الدراجات للرجال 2016‏ - فريق تايوان لركوب الدراجات للرجال 2016‏ |  |
| |  |

## المراحل
| المرحلة   | التاريخ | الدورة                                | type         | المسافة (كم) | الفائز بالمرحلة  | القائد العام     |
| --------- | ------- | ------------------------------------- | ------------ | ------------ | ---------------- | ---------------- |
| المرحلة 1 | 6 مارس  | Taipei City Hall ‏ – Taipei City Hall ‏ | مرحلة مستوية | 83٫2         | ويل كلارك        | Carlos Alzate ‏   |
| المرحلة 2 | 7 مارس  | تايبيه الجديدة – Baisha Bay ‏          | مرحلة التلال | 116٫4        | Stepan Astafyev ‏ | Stepan Astafyev ‏ |
| المرحلة 3 | 8 مارس  | تاويون – تاويون                       | مرحلة التلال | 118٫9        | Peter Schulting ‏ | بين أوكونور      |
| المرحلة 4 | 9 مارس  | مدينة نانتو ‏ – بينغتونغ ‏              | مرحلة متوسطة | 167٫1        | ويل كلارك        | بين أوكونور      |
| المرحلة 5 | 10 مارس | تاينان – بينغتونغ ‏                    | مرحلة متوسطة | 146٫3        | Robbie Hucker ‏   | Robbie Hucker ‏   |

## الفائزون
| الترتيب    | الفائز                |
| ---------- | --------------------- |
| الفائز     | Robbie Hucker ‏        |
| الثاني     | فرانسيسكو مانسبو      |
| الثالث     | بين أوكونور           |
| حسب النقاط | ماركو كانولا          |
| تسلق الجبل | Peter Schulting ‏      |
| أفضل شاب   | بين أوكونور           |
| الفريق     | Avanti IsoWhey Sports |

## وصلات خارجية
- طواف تايوان 2016 على موقع إحصائيات الدراجات الإحترافية (الإنجليزية)